# 壽樑
壽樑，即面對建築物較寬方向，與屋脊平行之枋，又稱牽樑（客家語）。為主入口重要的樑，高度與大通與步通略為相當，可承接屋架結構房屋上方屋頂之重量，表面多有華美的彩繪，而其上可放連拱、看架或匾額等。兩旁的托木則稱為「壽樑腳」。「壽樑」一詞源於1980年代台灣大木匠師廖石成，為台灣當地說法。